# 16 Pułk Dragonów (PSZ)

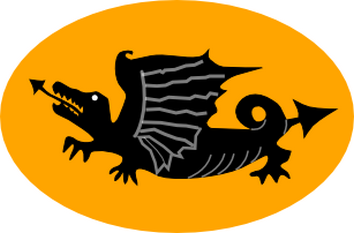
Oznaka 16 Samodzielnej Brygady Pancernej

16 Pułk Dragonów – pododdział piechoty zmotoryzowanej PSZ na Zachodzie.

## Formowanie i zmiany organizacyjne
We wrześniu 1940, w ramach I fazy reorganizacji I Korpusu Polskiego, sformowany został 1 Batalion Ciężkich Karabinów Maszynowych. 25 lutego 1942 batalion, będący dotychczas jednostką korpuśną, podporządkowany został dowódcy 1 Dywizji Pancernej. W czerwcu 1942 jednostka została rozformowana, a na bazie jej dwóch kompanii zorganizowany został batalion strzelców zmotoryzowanych 16 Brygady Czołgów. Podstawę organizacji stanowił brytyjski etat Motor Battalion, ref I/1931/8D/2, zgodnie z którym batalion liczyć miał 805 żołnierzy. Batalion stacjonował w m. Duns, w Szkocji. 8 października 1942 trzeci szwadron pod dowództwem kpt. Stefana Kazimierczaka przeniesiony został do m. Dryburgh i zakwaterowany w nowoczesnym hotelu.
12 sierpnia 1942 16 Brygada Czołgów przemianowana została na 16 Brygadę Pancerną, a jej batalion strzelców otrzymał nazwę - 16 Batalion Dragonów. W czasie obchodzonych w 1942 Świat Bożego Narodzenia batalion liczył pięciu oficerów i 220 żołnierzy, w tym ośmiu ewangelików i trzydziestu wyznawców judaizmu. Wiosną 1943 zgranie i wyszkolenie pododdziału było na poziomie dostatecznym.
W kwietniu 1943, na podstawie rozkazu Naczelnego Wodza, gen. broni Władysława Sikorskiego z dnia 20 marca 1943, w skład 16 BPanc włączony został 1 Batalion Strzelców Podhalańskich. Zastąpił on 16 Batalion Dragonów, który został zlikwidowany. Wyszkoleni kierowcy batalionu przeniesieni zostali do pułków pancernych brygady. Część żołnierzy przeniesionych zostało do 10 Batalionu Dragonów.
W dniu 5 lutego 1945 dowódca Jednostek Wojskowych w Wielkiej Brytanii, gen. bryg. Janusz Głuchowski nakazał przystąpić do formowania Dowództwa I Korpusu z jednostkami zabezpieczenia i obsługi, 4 Dywizji Piechoty, i 16 Samodzielnej Brygady Pancernej. W dniu 16 kwietnia 1945 r. na podstawie rozkazu organizacyjnego nr 8 dowódcy 16 Samodzielnej Brygady Pancernej rozpoczęta została organizacja 16 Pułku Dragonów. Zalążek pułku 4 oficerów i 28 szeregowych przekazał szwadron sztabowy 16 SBPanc., 14 Pułk Ułanów Jazłowieckich i Ośrodek Zapasowy 1 DPanc. Do brygady, w tym do dragonów przekazano w maju 1945 r. ok. 250 przeszkolonych żołnierzy ze Spadochronowego Ośrodka Zapasowego. W okresie od kwietnia do sierpnia w pułku prowadzono głównie szkolenie piesze, a ze sprzętem bojowym w ograniczonym zakresie z uwagi na brak etatowego wyposażenia. W czerwcu uznano stan wyszkolenia w pułku jako "bardzo surowe". Pułk podporządkowany został dowódcy 16 SBPanc. Jednostka nie wzięła udziału w walkach. W lipcu 1945, po wcieleniu Polaków - jeńców Wehrmachtu, stan ewidencyjny batalionu liczył 16 oficerów oraz 1226 podoficerów i szeregowych. Pułk jak i cała brygada nie osiągnął pełnej gotowości bojowej z uwagi na polecenie władz brytyjskich o przerwaniu szkolenia. 16 Pułk Dragonów rozformowany został 6 maja 1947.

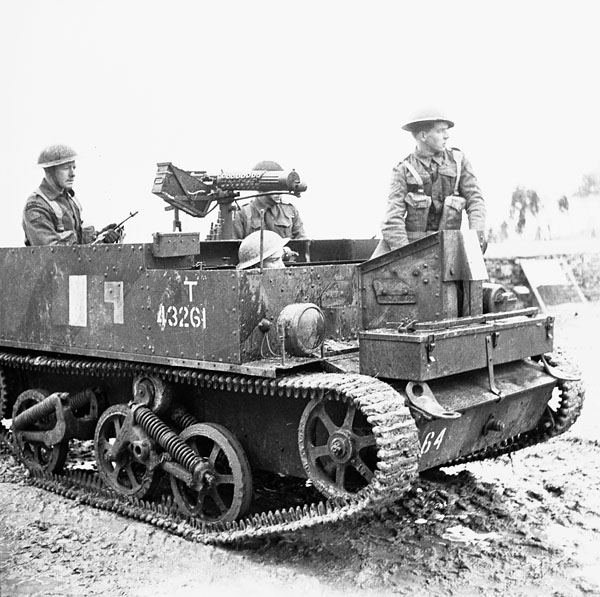
Universal Carrier - pojazd plutonu rozpoznawczego i plutonów specjalnych

## Żołnierze batalionu/pułku
Dowódcy batalionu i pułku
- ppłk dypl. Wacław Kobyliński
- ppłk dypl. Aleksander Ruchaj-Taczanowski (X 1941 - II 1943)[7]
- kpt. Adam Będzikowski (cz.p.o. do 19 IX 1942)
- mjr Zygmunt Szpotański (p.o. 23 III - 16 IV 1943)
- mjr Ksawery Wejtko (16 IV 1945 - 6 V 1947)

Zastępcy dowódcy
- ppłk dypl. Aleksander Ruchaj-Taczanowski
- rtm. / mjr Zygmunt Szpotański (26 IX 1942 16 IV 1943)

Oficerowie:
- kpt. Stefan Kazimierczak - dowódca 3 szwadronu

## Odznaki i barwy pułku
Odznaka pamiątkowa o wymiarach 44,7 X 45,8 mm. Krzyż równoramienny wykonany w brązie, biało emaliowany. Krawędzie w kolorze oksydowanego złota. Na krzyż centralnie nałożony kroczący lew wykonany z miedzi.
Odznaka honorowa – na lewym ramieniu biały sznur.
Proporczyk - amarantowo-żółty z białym paskiem pośrodku.